# Stevan Ostojić
Stevan Ostojić, szerbül: Стеван Остојић (Tiszaszentmiklós, 1941. augusztus 20. – Belgrád, 2022. május 15.) jugoszláv válogatott szerb labdarúgó, csatár, edző.

## Pályafutása

### Klubcsapatban
Az OFK Subotica korosztályos csapatában kezdte a labdarúgást Szabadkán. 1961 és 1964 között a Radnički Niš, 1964 és 1971 között a Crvena zvezda labdarúgója volt. Közben, 1970-ban egy rövid ideig a francia bajnokságban szereplő AS Monaco játékosa volt. 1971 és 1973 között a török Fenerbahçe, 1974-ben az amerikai San Jose Earthquakes csapatában szerepelt. A Crvena csapatával három-három jugoszláv bajnoki címet és kupagyőzelmet ért el. Tagja volt az 1967–68-as idényben közép-európai kupagyőztes együttesnek.

### A válogatottban
1964-ben és 1971-ben egy-egy alkalommal szerepelt a jugoszláv válogatottban.

### Edzőként
1982–83-ban a Crvena zvezda vezetőedzője volt.

## Sikerei, díjai
Crvena zvezda
- Jugoszláv bajnokság
  - bajnok (3): 1967–68, 1968–69, 1969–70
- Jugoszláv kupa
  - győztes (3): 1968, 1970, 1971
- Közép-európai kupa
  - győztes: 1967–68

## Statisztika

### Mérkőzései a jugoszláv válogatottban
| Jugoszlávia | Jugoszlávia          | Jugoszlávia                | Jugoszlávia | Jugoszlávia | Jugoszlávia | Jugoszlávia | Jugoszlávia | Jugoszlávia |
| #           | Dátum                | Helyszín                   | Hazai       | Eredmény    | Vendég      | Kiírás      | Gólok       | Esemény     |
| ----------- | -------------------- | -------------------------- | ----------- | ----------- | ----------- | ----------- | ----------- | ----------- |
| 1.          | 1964. április 1.     | Niš, Gradszki Stadion Čair | Jugoszlávia | 1 – 0       | Bulgária    | barátságos  | -           |             |
| 2.          | 1971. szeptember 22. | Szarajevó, Stadion Koševo  | Jugoszlávia | 4 – 0       | Mexikó      | barátságos  | -           | 46' 70'     |
|             | Összesen             |                            |             | 2           | mérkőzés    |             | 0           | gól         |